# Damerjog
 (septembre 2013).
Si vous disposez d'ouvrages ou d'articles de référence ou si vous connaissez des sites web de qualité traitant du thème abordé ici, merci de compléter l'article en donnant les références utiles à sa vérifiabilité et en les liant à la section « Notes et références ».
Damerjog (ou Damerdjog) est un village de Djibouti situé dans la Région d'Arta, à 30 km au sud-est de la capitale Djibouti, au nord de la frontière avec la Somalie.

## Histoire et géographie
Le village s'est installé autour d'un poste militaire créé pour participer au contrôle des migrations. Dans les années 1970, la circulation était interdite entre Damerjog et la frontière.
Aujourd'hui, le village de Damerjog fait partie de la préfecture d'Arta (sixième district du pays) et compte plus de 3 500 habitants répertoriés ou non par le gouvernement. Le village possède une école primaire et un collège nommé "collège de Damerjog" inauguré il y a quelques années.
Avec un nombre d'habitants qui ne cesse d'accroître le village présente un centre de soin (hôpital de Damerjog) depuis lequel, en cas d'urgence, les patients sont transportés à la capitale. En raison de sa proximité de la frontière le village est connu pour son accueil des immigrants venant principalement de Somalie, du Somaliland et d'Éthiopie. C'est aussi une zone refuge pour les trafiquants de drogue pour se couvrir de l'armée.